# Thunbergia lathyroides
Thunbergia lathyroides är en akantusväxtart som beskrevs av Isaac Henry Burkill. Thunbergia lathyroides ingår i släktet thunbergior, och familjen akantusväxter. Inga underarter finns listade i Catalogue of Life.